# Lewis Maxson
Lewis Maxson (auch Louis Maxson, Lewis Maxon; * 2. Juli 1855 in Herbertville, Kalifornien; † 2. Juli 1916 in Baltimore, Maryland) war ein US-amerikanischer Bogenschütze.
Maxson, einer der besten US-amerikanischen Bogenschützen, gewann bei den Olympischen Spielen 1904 in St. Louis mit der Mannschaft, den Potomac Archers, in der Team American Round im inneramerikanischen Duell gegen die Cincinnati Archers die Goldmedaille.
Er war von 1889 bis 1894 mehrfacher US-amerikanischer Meister im Bogenschießen, was er letztmals 1898 erreichte. Der Patentanwalt nahm bei den Olympischen Spielen 1904 auch an den Einzeldisziplinen Double York Round und Double American Round teil und wurde dabei nur Zwölfter.